# 高屋うめの辺
高屋うめの辺（たかやうめのべ）とは、広島県東広島市の町名。全域で住居表示が実施されている。

## 概要
1992年12月3日、高屋町杵原の一部を分離して設置された。そのため、高屋町杵原によって全域を囲われている。近畿大学工学部キャンパスや近畿大学附属広島高等学校・中学校東広島校など、近畿大学関連の施設が集中している。

## 交通

### 鉄道
鉄道路線は通っていない。最寄り駅は西高屋駅（高屋町中島）。

### バス
芸陽バスの「近畿大学」バス停が設置されており、以下のバス路線が利用可能である。
- 近畿大学 - 西条駅 - 東広島駅 - 安芸津駅
- 西高屋駅 - 高美が丘循環 - 西高屋駅
- 西高屋駅 - 高美が丘・近畿大学 - 西条駅
- 豊栄 - 高美が丘 - 西条駅

## 施設
- 近畿大学工学部キャンパス
- 近畿大学附属広島高等学校・中学校東広島校
- 東広島消防署 西高屋分署

## 学区
市立小・中学校に通う場合、高美が丘小学校ならびに高美が丘中学校に通学することになるが、人口が0人であるため、実際に町内からこれらの小・中学校に通学する児童生徒はいない。

## 世帯数・人口
2024年9月末時点での世帯数は0世帯・人口は0人である。

## その他
「うめの辺」は近畿大学の校章である梅花に由来し、同大学第2代総長の世耕政隆によって命名された。